# 看得见风景的房间
《看得见风景的房间》（英語：A Room with a View）是英国作家爱德华·摩根·福斯特于1908年发表的一部小说，描写一位生活在英格兰年轻女子露西。故事发生在意大利和英格兰两地，福斯特在作品中比较了意大利和英格兰的差异：意大利相对自由，允许自然的激情，与压抑虚伪的英格兰社会形成对照。在意大利旅行期间，露西的世界观发生了戏剧性的改变。这既是一部爱情小说，同时也是对20世纪初英国社会的批评。
1985年根据该书改编为电影。